# Charles Montagut
Pour les articles homonymes, voir Montagut (homonymie).
Charles Montagut, né le 6 juin 1818 à Excideuil (Dordogne) et mort le 22 novembre 1873 dans l'Océan Atlantique Nord, est un militaire puis négociant et homme politique français.

## Biographie
Charles-Gabriel Montagut est le fils de Magdelaine Bettou (1795-1882), fille d'un négociant, et de Jean-Georges Montagut (1782-1842), docteur en médecine, neveu de Cabanis et chef de l'opposition libérale de la Dordogne sous la Restauration. Charles est le frère cadet de Marc Montagut et l'oncle maternel d'Henri Chavoix, futurs députés de la Dordogne.
Admis à l’École polytechnique en 1837, il s'engage ensuite dans l'artillerie, s'élevant progressivement jusqu'au grade de capitaine, qui lui est attribué par une ordonnance royale du 7 février 1847.
Républicain, il est proche des hommes du National tels qu'Ernest Caylus, Charles Thomas et Léopold Duras. Au lendemain de la Révolution de février 1848, cette proximité lui vaut d'être nommé commissaire de la République dans son département natal. Il rejoint ensuite son régiment à Vincennes avant d'être muté à Oran.
Refusant de servir le régime issu du Coup d'État du 2 décembre 1851, il refuse de prononcer le serment obligatoire et doit par conséquent quitter l'armée. Il se retire alors aux États-Unis puis à Bordeaux, où il s'établit comme négociant et où il devient l'une des personnalités girondines de l'opposition républicaine au Second Empire,.
Le 30 mai 1857, il épouse à New York Julie de Ruyter (1827-1873), fille de John de Ruyter, et belle-sœur d'Ernest Caylus. Leur fille, Julie-Émilie- Magdeleine-Louise Montagut, naît à Bordeaux le 2 août 1858.
En 1860, Charles Montagut s'associe à son beau-père, à son beau-frère Caylus, à Charles Thomas et à Léopold Duras pour fonder une société spécialisée dans les affaires de commission et les affaires commerciales générales entre la France et les États-Unis, avec un siège social à New York (E. Caylus, de Ruyter & Co.) et un autre à Bordeaux (C. Thomas, Montagut et Cie), doté d'une succursale à Paris à partir de 1864. Dissoute en 1868, elle est remplacée par la société « C. Montagut et Cie », dont le siège New-Yorkais conserve la raison sociale « E. Caylus, de Ruyter & Co ».
Après les revers de la guerre contre l'Allemagne, Montagut décide de participer à la défense du pays et prend le chemin de la capitale qui est sur le point d'être assiégée. Un décret du 10 septembre le nomme sous-chef d'état major de la garde nationale de la Seine. Élevé au grade de lieutenant-colonel, il sert sous les ordres du général Tamisier. Il est présent aux côtés de ce dernier à l'hôtel de ville, lors du soulèvement du 31 octobre 1870 : retenus prisonniers par les insurgés en même temps que la plupart des membres du gouvernement de la Défense nationale, Tamisier et Montagut sont libérés comme eux lors de la reprise des lieux par les bataillons loyalistes de la garde nationale.
Le 3 novembre, Montagut est promu colonel chef d'état-major général en remplacement du colonel Ferri-Pisani. Il devient ainsi le chef d'état-major général de la Première armée, sous le commandement direct du général Clément-Thomas, un ami de longue date. Ce dernier ayant donné sa démission le 14 février 1871, quelques jours après l'échec de la sortie de Buzenval et la fin du siège, le colonel Montagut se retire également. Cette démission lui évite de servir sous les ordres du général Vinoy, qui vient de succéder au général général Trochu en tant que gouverneur de Paris et avec lequel Montagut est en désaccord, notamment au sujet des permissions de sortie. Celles-ci, accordées en trop grand nombre selon Montagut, auraient en effet entraîné le départ massif des éléments provinciaux et bourgeois les plus disciplinés, renforçant ainsi le poids des révolutionnaires dans les effectifs de la garde nationale.
Dans une lettre adressée à Clément-Thomas, le colonel Montagut justifie également sa décision par son opposition politique à la majorité royaliste issue des élections législatives du 8 février. Lui-même avait été candidat en Gironde, où son nom figurait en 7e place sur la liste du Comité républicain, derrière Léon Gambetta, Jules Simon, François-Frédéric Steenackers, Émile Fourcand et Paulet (membre du conseil municipal de Bordeaux). Il avait alors obtenu 31 372 voix mais n'avait pas été élu.
Revenu à la ville civile, Montagut se porte candidat à un poste de conseiller général de la Gironde dans le 2e canton de Bordeaux, avec le soutien du comité républicain local et des journaux La Gironde, La Tribune et L'Indépendance. Il est élu dès le 1er tour, le 9 octobre 1871, avec 2 237 voix, soit 87 % des suffrages mais seulement 32 % des inscrits, l'abstention ayant été très importante.
En 1873, la crise financière contraint Charles Montagut à se rendre à New York. Il quitte donc la France au mois de septembre en compagnie de sa femme et de sa fille. Pendant son absence, les républicains de Gironde le choisissent pour être candidat au siège de député rendu vacant par la mort d'Amédée Larrieu. Pour leur retour en France, les Montagut embarquent sur le Ville-du-Havre, qui fait naufrage le 22 novembre 1873. Leur décès ne sera acté, à la requête de leurs héritiers, qu'après un arrêt de la cour d'appel de Paris du 11 août 1874,.